# Melitaea cernyi
Melitaea cernyi är en fjärilsart som beskrevs av Jonkl 1908. Melitaea cernyi ingår i släktet Melitaea och familjen praktfjärilar. Inga underarter finns listade i Catalogue of Life.